# Torre del Agua de Chicago
La Torre del Agua de Chicago (en inglés, Chicago Water Tower) es una propiedad contribuidora situada en el distrito histórico Old Chicago Water Tower District. Está ubicada en el 806 North Michigan Avenue, en la zona comercial de Magnificent Mile, en el área comunitaria Near North Side de Chicago, Illinois, Estados Unidos. La torre se construyó para albergar una gran bomba de agua, destinada a extraer agua del lago Míchigan; ahora es una galería de arte de la Oficina de Turismo de Chicago. La torre del agua de Chicago es la segunda torre de agua más antigua de los Estados Unidos, tras la Torre del Agua de Louisville, en Louisville, Kentucky.

## Historia

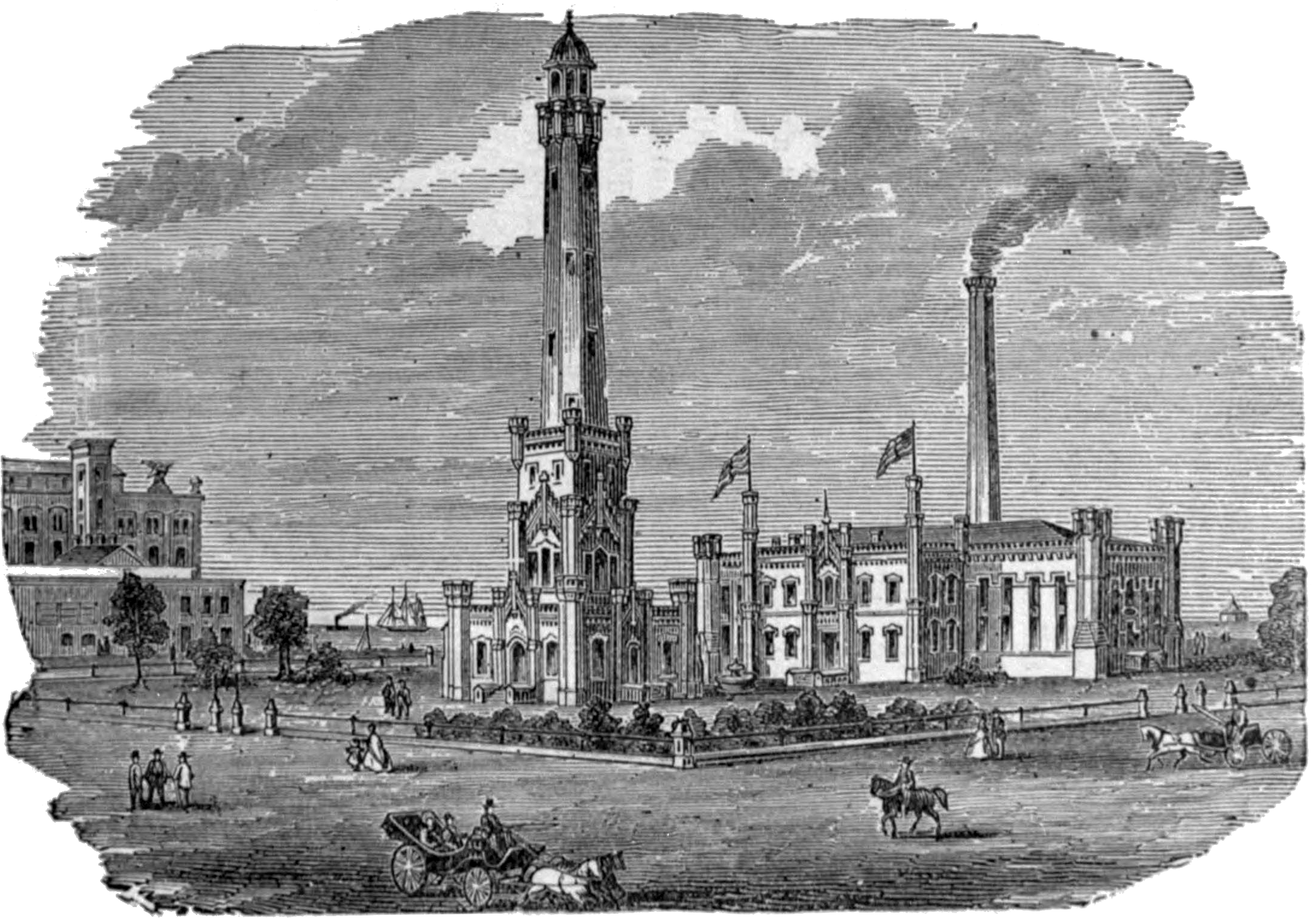
La torre del agua de Chicago y la estación de bombeo de Chicago Avenue, circa 1886

La torre, construida en 1869 por el arquitecto William W. Boyington, con caliza amarillenta de Joliet, tiene 47 metros de altura. Dentro de la torre había un tubo vertical de 42 m de altura para bombear agua. Además de utilizarse para apagar incendios, la presión del tubo se podía regular para controlar sobrecargas de agua de la zona. Junto con la adyacente Estación de Bombeo de Chicago Avenue, sacaba agua limpia del lago Míchigan a través de estaciones en el lago que recogían agua de cerca del fondo y abastecían la estación de bombeo.
La torre adquirió protagonismo tras el gran incendio de Chicago de 1871. Aunque algunos creen incorrectamente que la torre fue el único edificio que sobrevivió al incendio, en realidad sobrevivieron algunos otros edificios junto con la torre. La torre fue el único edificio público de la zona incendiada que sobrevivió, y es una de las pocas estructuras que sobrevivieron que sigue en pie. En los años después del incendio, la torre se ha convertido en un símbolo del antiguo Chicago y de la recuperación de la ciudad tras el incendio. En 1918, cuando se ensanchó Pine Street, se alteró el proyecto para que la torre tuviera una ubicación destacada.
La torre ha sido renovada dos veces. La primera renovación se realizó en tres años, entre 1913 y 1916. En esta renovación se sustituyeron muchos bloques de caliza. La segunda renovación se realizó en 1978. Consistió principalmente en cambios interiores con algunos cambios menores en el exterior del edificio.
El edificio no ha sido admirado universalmente. Oscar Wilde dijo que parecía "una monstruosidad almenada con avisperos pegados por todas partes," aunque admiró la disposición y movimiento de la maquinaria de bombeo en el interior. El estilo de la torre, semejante a un castillo, inspiró el diseño de muchos restaurantes White Castle. La torre se designó American Water Landmark en 1969. En 2004, apareció en la final de The Amazing Race 6.

## Véase también

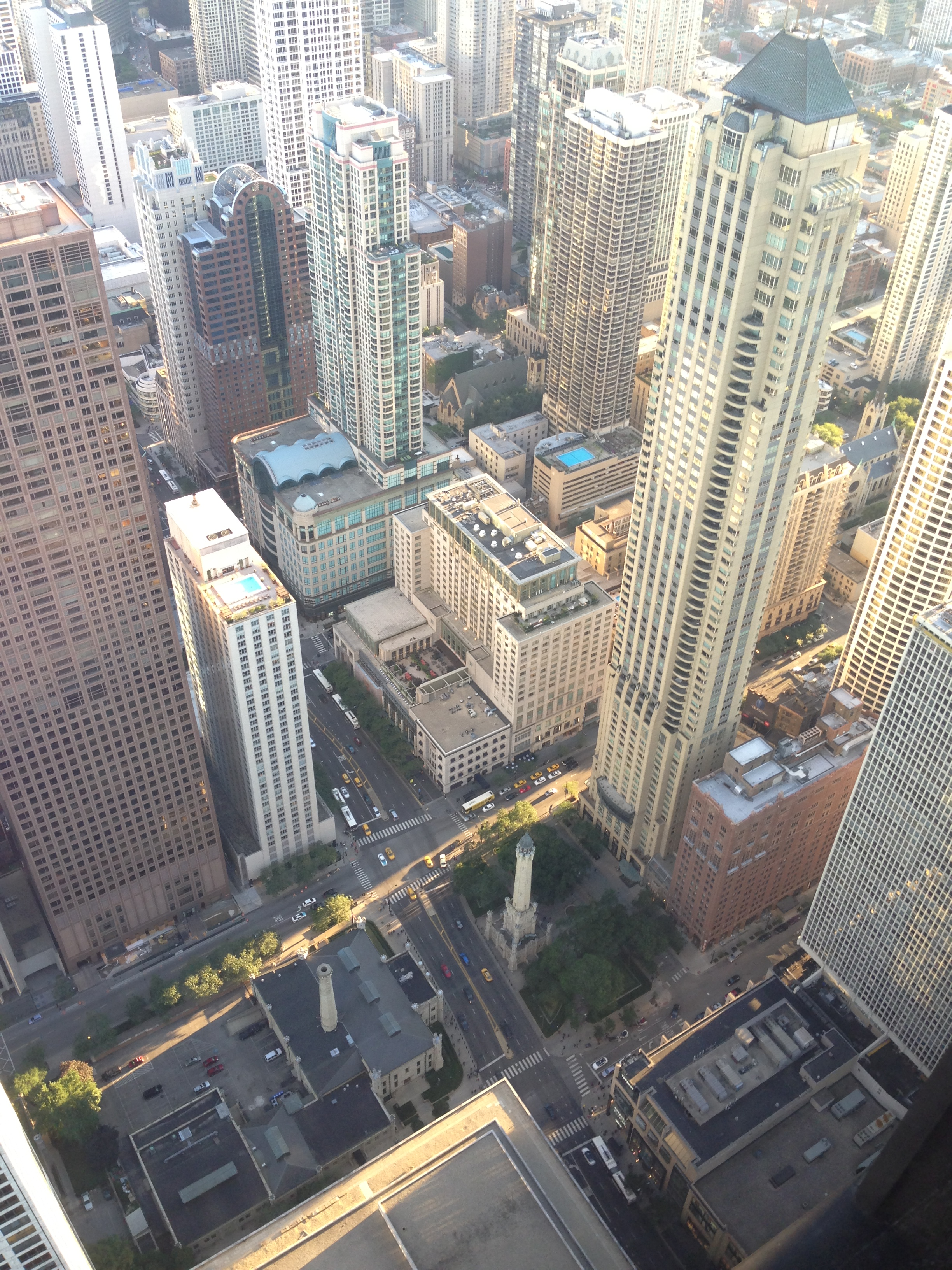
La torre junto con otros rascacielos de la zona